# Takijski jezici
Takic (privatni kod: taki) Southern California Shoshonean), skupina šošonskih jezika i plemena porodice Juto-Asteci, raširenih na jugu Kalifornije. Takic jezice granaju se na dvije glavne grane: Cupan ili Luiseño-Kawia (Luiseño-Cahuilla) i Serrano-Gabrielino (Serrano-Gabrieleño).
Obuhvaća 7 jezika

## Plemena
a) Cupan (prije nazivana Luiseño-Kawia)
a1.  Cahuilla-Cupeño
Aguas Calientes
Cahuilla
Cupeño
a2.  Luiseño
Luiseño
Juaneño (Acjachemen)
b) Serrano-Gabrielino
b1. Gabrieleño
Gabrieleño (Tongva)
Fernandeño
Nicoleño
b2.  Serrano
Alliklik (Tataviam)
Kitanemuk
Serrano (pl. Serranos)
Vanyume

## Jezici
Takijskom skupinom obuhvaćeno je 7 jezika
a) Cupan (3)
a1. Cahuilla-Cupeño (2): cahuilla [chl]; cupeño [cup]
a2. Luiseno (1): luiseño [lui] s dijalektom juaneño.
b) Serrano-Gabrielino (4): serrano [ser] (USA) s dijalektom vanyume; gabrieleño (tongva) [xgf] s dijalektom fernandeño; možda i kitanemuk [qe8] i tataviam (alliklik) [qr5].

## Vanjske poveznice
- Ethnologue (14th)
- Ethnologue (15th)